# Arianta aethiops
Arianta aethiops is een slakkensoort uit de familie van de Helicidae. De wetenschappelijke naam van de soort is voor het eerst geldig gepubliceerd in 1851 door M. Bielz.